# Митичашвили, Александр Георгиевич
Александр Георгиевич Митичашвили (1914 год, село Велисцихе, Сигнахский уезд, Тифлисская губерния, Российская империя — неизвестно, село Велисцихе, Гурджаанский района, Грузинская ССР) — звеньевой колхоза имени Орджоникидзе Велисцихского сельсовета Гурджаанского района, Грузинская ССР. Герой Социалистического Труда (1949).

## Биография
Родился в 1914 году в крестьянской семье в селе Велисцихе Сигнахского уезда. С раннего возраста трудился в сельском хозяйстве. В 1941 году призван в Красную Армию по мобилизации. Участвовал в Великой Отечественной войне. Воевал в составе 229-го инженерно-сапёрного батальона 38-й инженерно-сапёрной бригады 61-й Армии. Получил два тяжёлых ранения. После демобилизации возвратился в родное село, где трудился звеньевым виноградарей в местном колхозе имени Орджоникидзе Гурджаанского района.
В 1948 году звено под его руководством собрало в среднем с каждого гектара по 106,9 центнера винограда с площади в 3,2 гектара. Указом Президиума Верховного Совета СССР от 9 августа 1949 года удостоен звания Героя Социалистического Труда за «получение высоких урожаев винограда в 1948 году» с вручением ордена Ленина и золотой медали «Серп и Молот» (№ 4340).
Этим же указом званием Героя Социалистического Труда были награждены труженики колхоза имени Орджоникидзе звеньевые Сергей Цкалобович Карденахлишвили и Сакул Николаевич Митичашвили.
После выхода на пенсию проживал в родном селе Велисцихе Гурджаанского района. Дата смерти не установлена.
Награды
- Герой Социалистического Труда
- Орден Ленина
- Медаль «За боевые заслуги» (25.11.1944)